# Jardin Ty Coat
Ty Coat est un jardin situé dans la commune de Saint-Brieuc. Il dispose d'une roseraie.

## Historique et description
Le jardin Ty Coat a été ouvert après travaux en 1943 et appartient à la ville de Saint-Brieuc depuis 1937. Il s'étend sur 10 000 mètres carrés dont 1 850 mètres carrés de roseraie (inaugurée en 1939) avec 2 000 plants de rosiers de plus de 200 variétés.
En plus es différents rosiers, on y trouve un séquoia géant (Sequoiadendron giganteum), des hydrangéas (hortensias), des euphorbes, des marronniers, des magnolias, des arbres de Judée, des cèdres de l'Atlas, deux araucaria, des palmiers et d'autres plantes exotiques rapportées de ses voyages par le capitaine Pierre Vittu de Kerraoul qui fut le dernier propriétaire privé de ce jardin.
Le jardin dispose d'un bassin ornemental et d'une aire de jeux pour les enfants.

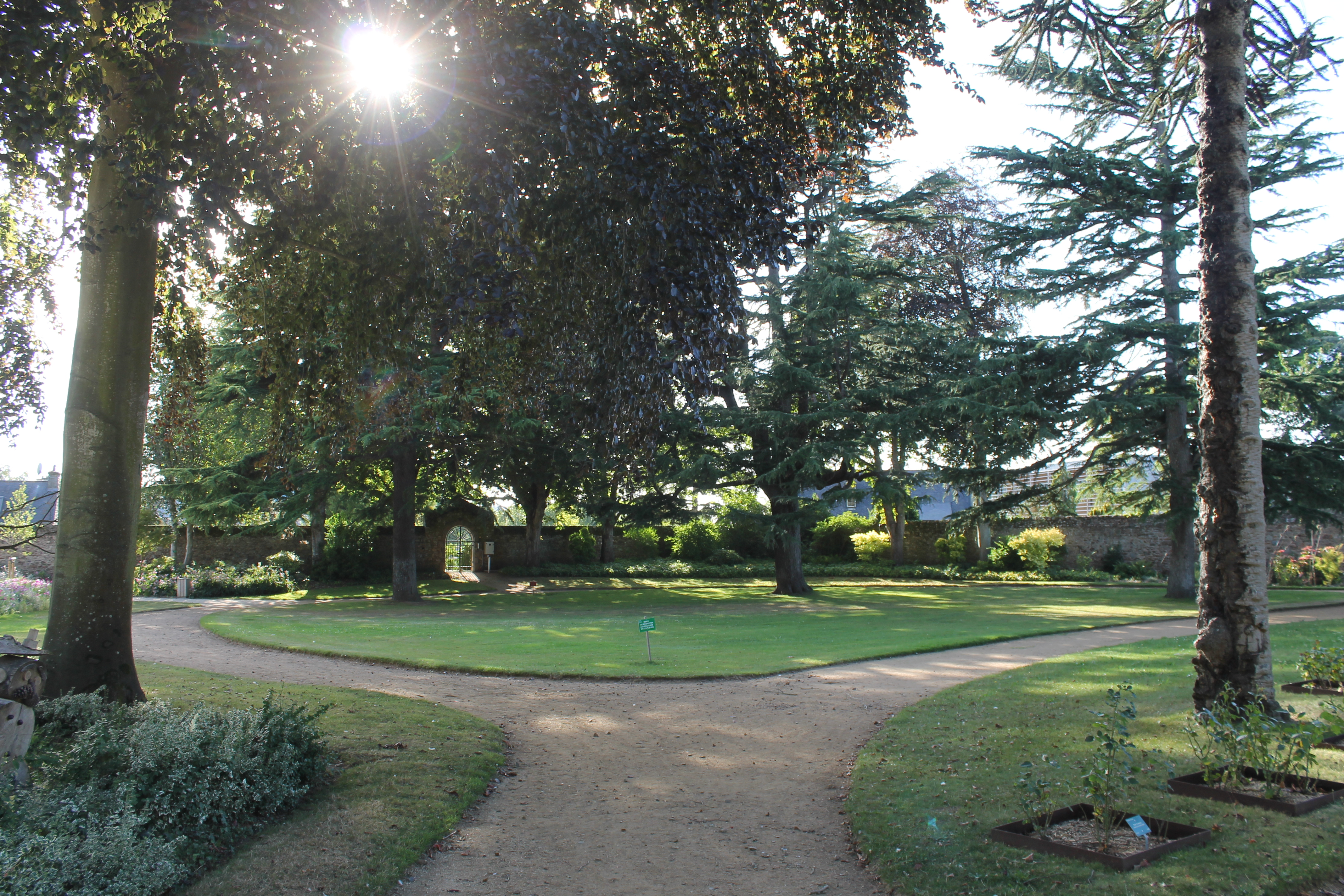
Vue du parc.

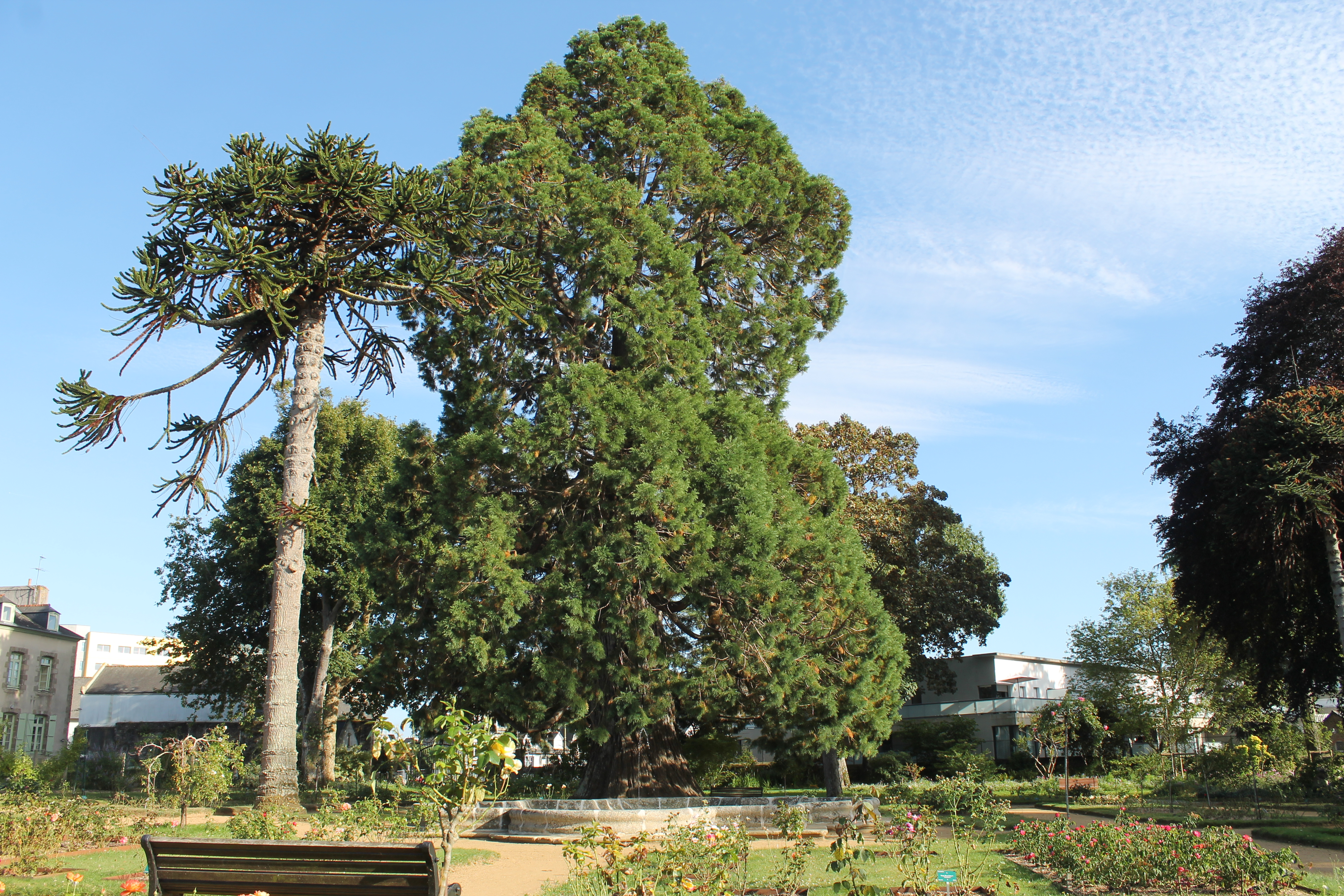
Le bassin avec le séquoia géant et un des araucaria.